# Autoritatea tutelară
În România, autoritatea tutelară este o instituție a autorităților publice locale, instituție fundamentată de Codul Familiei. Autoritatea tutelară are atribuții  privitoare la stabilirea și organizarea tutelei, la supravegherea, controlul și îndrumarea activității de ocrotire a minorului, participă activ la judecarea cauzelor cu minori, precum și a prevenirii separării minorului de  părinți. Practic, fiecare primărie ar trebui să aibă un serviciu sau o persoană cu responsabilități legate de tutelă. La nivel județean (și la nivelul sectoarelor municipiului București) există un organism suplimentar, DGASPC, care are responsabilități complementare în protecția minorilor împotriva abuzurilor.

## Legile de organizare
Obiectul de activitate al Serviciului de Autoritate Tutelară este reglementat de următoarele legi:
- Codul Familiei (art.158 – 160 Arhivat în 28 decembrie 2010, la Wayback Machine.)
- Legea 272/2004 privind protecția și promovarea drepturilor copilului; (a se vedea și articolul intern pe această temă)
- Legea 487/2002 - privind sănătatea mintală și protecția persoanelor cu tulburări psihice; * Legea 448/2006 – privind protecția și promovarea drepturilor persoanelor cu handicap;
- Legea 17/2000 - privind asistența socială a persoanelor vârstnice, republicată în 2007
- Codul civil și Codul de procedură civilă;
- Codul Penal al României și de Codul de procedură penală.

## Responsabilitățile autorității tutelare, pe larg
Pentru mai multe informații: Euroavocatura - Autoritatea tutelară
1. Efectuarea de anchete sociale referitoare la minorii implicați în procesele de divorț, încredințare, reîncredințare, stabilire program de relații personale și veghere la creșterea și educarea minorului sau stabilire domiciliu;
2. Identificarea precoce a cazurilor de risc ce pot duce la separarea copilului de părinții săi, reintegrarea copilului separat în familie și responsabilizarea părinților privind creșterea și educarea, precum și de găsire de soluții adecvate pentru dificultățile prin care familia acestuia trece la un moment dat;
3. Efectuarea de anchete sociale referitoare la persoanele condamnate care au depus cerere de întrerupere a executării pedepsei;
4. Efectuarea de anchete sociale în cazul instituirii tutelei sau curatelei;
5. Efectuarea de anchete sociale în cazul încheierii sau rezilierii contractelor de întreținere;
6. Efectuarea de anchete sociale privind acordarea dispensei de vârstă;
7. Efectuarea de anchete sociale în vederea obținerii grațierii;
8. Clarificarea situației juridice a persoanelor puse sub interdicție judecătorească, prin instituirea tutelei sau curatelei, conform art.146 din Codului Familiei, prin emiterea unor dispoziții, referate și adrese privind instituirea curatelei;
9. Activități de monitorizare a minorilor asupra cărora s-a instituit tutelă prin instanța de judecată și efectuarea controalelor periodice conform art.108 din Codul Familiei, ale tutorilor, respectiv curatorilor;
10. Rezolvarea cerințelor instanțelor de judecată, organelor de poliție cât și a spitalelor de psihiatrie;
11. Audierea minorilor delicvenți la secțiile de poliție sau la Parchetele de pe lângă instanțele judecătorești;
12. Un alt aspect al activității constă în efectuarea anchetelor sociale pentru persoanele încadrate în diferite grade de invaliditate, la cererea acestora, sau a reprezentantului lor legal, necesare pentru obținerea anumitor facilități.
13. La cererea persoanei cu handicap, sau al reprezentantului legal, Autoritatea Tutelară propune numirea unui asistent personal.
14. Totodată, conform Legii nr. 17/2000 un reprezentant al autorității tutelare, va asista persoanele vârstnice, la cererea lor sau din oficiu, la încheierea contractului de întreținere.

## Diferențe și asemănări între serviciul de autoritate tutelară și DGASPC
Până la intrarea în vigoare a legii 272/2004, Autoritatea Tutelară avea ca obiect de activitate pe lângă atribuțiile enumerate anterior și pe cele actuale de care se ocupă  DGASPC și SPAS. Odată cu organizarea impusă de Legea 272/2004, DGASPC și SPAS au preluat o parte din atribuțiunile Autorității Tutelare și au primit și alte competențe în conformitate cu normele europene. Autoritatea Tutelară face parte din serviciile comunitare din subordinea consiliilor locale ca de altfel și DGASPC și SPAS. Diferența dintre aceste instituții o reprezintă obiectul de activitate, în sensul că Autoritatea Tutelară se ocupă de eliberarea actelor administrative de dispoziție, de conservare, curatele, tutele, etc. 
DGASPC are atribuții privind protecția copilului în situații de abandon familial, rele tratamente aplicate minorului, în concluzie, tot ceea ce ține de siguranța fizică și psihică a minorilor. SPAS are însă și atribuții mai generale de asistență socială, nu doar legate de minori. Exemple: 
1. DGASPC în situațiile stabilite de lege poate cere decăderea din drepturile părintești ale unuia sau a ambilor părinți. Autoritatea tutelară numește un curator, la cerere sau din oficiu, sau tutore în situațiile când un minor este asistat sau reprezentat în instanță ori alte instituții ale statului.
2. Autoritatea tutelară se implică însă la dezbaterea unei succesiuni, dacă un minor are interese contrare cu părinții săi privind masa succesorală. De asemenea, Autoritatea tutelară numește un curator pentru a reprezenta/asista minorul la notariat. Atribuțiile celor două instituții nu se intercalează ci sunt reglementate de legi diferite.

## Exemple privind rolul activ al autorității tutelare în România
Pe lângă rolurile de bază exemplificate mai sus, Autoritățile tutelare se implică în activități astfel:
- Autoritatea Tutelară Titu, DB - Titu Arhivat în 5 mai 2011, la Wayback Machine. •    Desfășoară activități specifice pentru protecția copilului ai cărui părinți sunt plecați la muncă în străinătate;
- Satu-Mare Protecția împotriva separării de părinți - SPAS Arhivat în 22 septembrie 2020, la Wayback Machine.

## Metodologie
- Pentru fiecare caz în parte se întocmește o anchetă socială, ce cuprinde ca faze: identificarea cazului, verificarea complexă la domiciliu, date personale și familiale, starea sănătății, starea materială, concluzii și propuneri, respectiv descrierea situației concrete a fiecărei persoane.
- Din ancheta socială efectuată reies problemele cu care se confruntă minorul sau persoana aflată în dificultate, iar Serviciul de Autoritate Tutelară propune o măsură adecvată situației.
- În funcție de măsura propusă, anchetele sociale sunt înaintate către unitățile școlare, poliție, judecătorie, tribunal sau alte instituții sau organizații cu care colaborează, DGASPC, Serviciul separării copilului de familie (ex. Sector6 - București ), Serviciul asistență în situații de abuz, neglijare, trafic și exploatare a copilului (S.A.S.A.N.T.E.C.),  UNICEF, CEDO, poliția de frontieră sau organizații similare, direct interesate, din țară sau străinătate.

## După Noul cod Civil: Atribuțiile Autorității Tutelare vor fi preluate de către Instanța Tutelară
- Ca noutate:

Art.110 – (1) Ori de câte ori între tutore și minor se ivesc interese contrare, care nu sunt dintre cele ce trebuie să ducă la înlocuirea tutorelui, instanța tutelară va numi un curator special.

## Tragerea la răspundere
În cazul constatării unor abuzuri în serviciu, Autoritatea tutelară va fi trasă la răspundere de Autoritatea ierarhic superioară. (Codul familiei - Art. 160. - Deciziile autorității tutelare pot fi atacate la autoritatea ierarhic superioară, care, potrivit legii, exercită atribuțiile de îndrumare și control.)

## Organizațiile implicate în protecția copiilor
- DGASPC - Direcția Generală de Asistență Socială și Protecția Copilului
- ANPDC - Autoritatea Națională pentru Protecția Drepturilor Copilului
- SCC - Structurile comunitare consultative
- SPAS - Serviciile publice de asistență socială
- Autoritatea tutelară